# Igelfischhelm
Der Igelfischhelm (gilbertesisch: Tauti oder Tebarantauti), (engl. Porcupine fish helmet) ist eine Schutzwaffe vorwiegend aus Mikronesien.

## Beschreibung
Der Igelfischhelm wird aus der Haut von Fischen der Igelfischgruppe (Diodontidae) hergestellt. Der gefangene Fisch wird gereizt, bis er sich aufbläst, dann im Boden solange vergraben, bis die Haut völlig getrocknet ist und eine Kugel bildet. Die Stacheln, die in der Haut vorhanden sind, bleiben erhalten, ebenso die Flossen des Fisches. Am Helm werden Wangenklappen sowie ein Hinterkopfschutz ausgearbeitet, angeblich um vor Treffern mit Korallenbrocken schützen sollen, die von Familienangehörigen über den Kopf des Kriegers auf den Feind geworfen wurden, auch um bei Drehbewegungen geschützt zu sein.

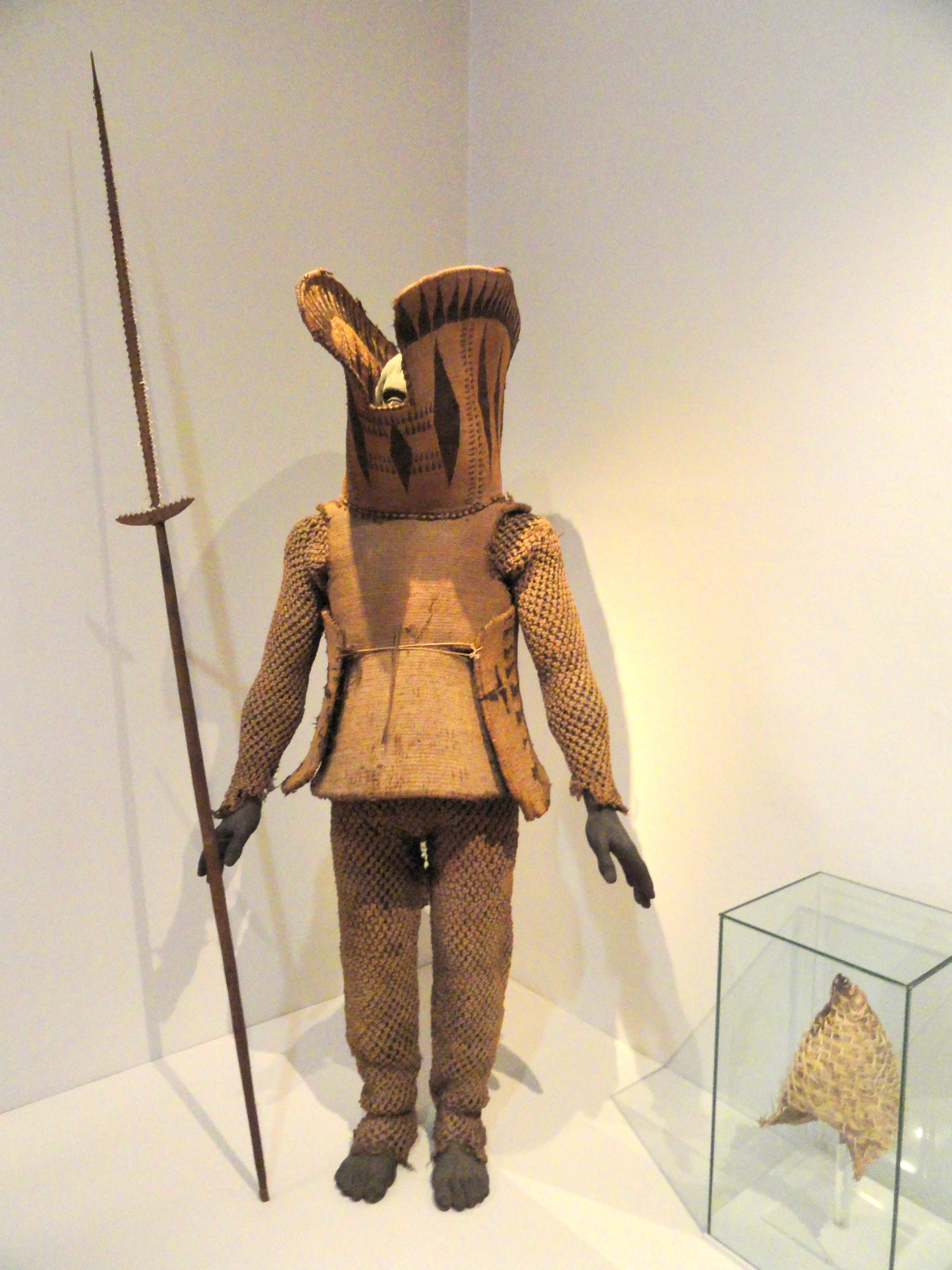
Kokosfaserrüstung eines Kriegers aus Nauru. Die Abbildung zeigt ein Ausstellungsstück des Staatlichen Museums für Völkerkunde in München, erworben 1891. - In der Vitrine unten rechts ist ein Igelfischhelm zu sehen.

## Verwendung
Dieser Helm wird in Verbindung mit der Ganzkörper-Kokosfaserrüstung ausschließlich von Einzelkämpfern getragen.
Der Helm sollte den Träger gegen Hiebe mit Haizahnkeulen und -schwertern sowie gegen Speerstösse (Taumangaria) schützen. Der Bogen war unbekannt.

## Verbreitung
Der Igelfischhelm ist überwiegend von den mikronesischen ehemaligen Gilbert- und Elliceinseln, den heutigen Kiribati und Tuvalu, sowie Nauru bekannt.